# Johann Hartmann Beyer
Johann Hartmann Beyer (Francoforte sul Meno, 1563 – Francoforte sul Meno, 1625) è stato un medico e matematico tedesco.

Logistica decimalis, 1619

Figlio di Hartmann Beyer, visse a Francoforte sul Meno dove morì.

## Opere
- (LA) Johann Hartmann Beyer, Logistica decimalis, Franckfurt, Nikolaus Hoffmann, Jakob Fischer, 1619. URL consultato il 5 giugno 2015.